# Sainte-Marie-des-Champs
Sainte-Marie-des-Champs ist eine französische Gemeinde mit 1.583 Einwohnern (Stand: 1. Januar 2022) im Département Seine-Maritime der Region Normandie. Die Gemeinde gehört zum Arrondissement Rouen und zum Kanton Yvetot. Die Bewohner werden Saintmaritains und Saintmaritaines genannt.

## Geografie
Sainte-Marie-des-Champs liegt westlich des Zentrums des Départements, etwa 31 Kilometer nordwestlich von Rouen in der Landschaft Pays de Caux. Die Nachbargemeinden von Sainte-Marie-des-Champs sind Baons-le-Comte im Norden, Écalles-Alix im Osten und Südosten sowie Yvetot im Süden und Westen.

## Bevölkerungsentwicklung

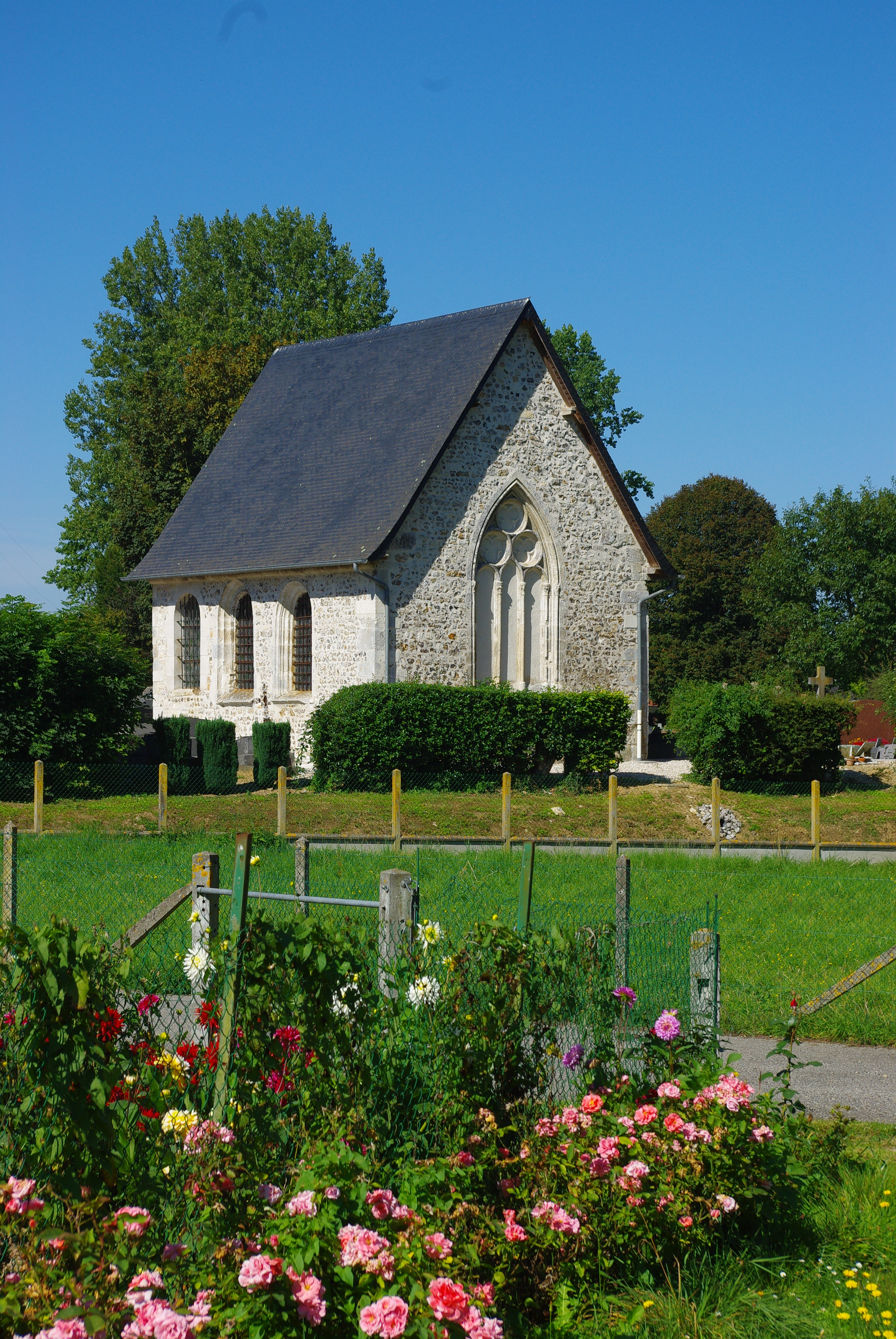
Kapelle Le Fay

| Jahr                       | 1962 | 1968 | 1975 | 1982 | 1990 | 1999 | 2006 | 2013 | 2020 |
| Einwohner                  | 503  | 501  | 631  | 1238 | 1462 | 1554 | 1570 | 1501 | 1576 |
| Quellen: Cassini und INSEE |      |      |      |      |      |      |      |      |      |

## Sehenswürdigkeiten
- Die Pfarrkirche Sainte-Marie wurde im 19. Jahrhundert als Ersatz für die frühere Kirche gebaut.
- Die Kapelle Le Fay stammt aus dem 13. Jahrhundert und ist seit 1928 als Monument historique klassifiziert.